# Complejo Cultural Provincial "Guido Miranda"
El Complejo Cultural “Guido Miranda” está ubicado en la calle Colón 164, de la ciudad de Resistencia, Argentina. Ocupa el edificio del viejo cine-teatro SEP que fue construido en 1934 por el arquitecto italiano Pedro Fiaccadori y administrado por empresas privadas hasta el cierre en 1994. 
Este Complejo Cultural debe su nombre en honor y homenaje al escritor Guido Arnoldo Miranda.
La boletería está abierta de 18:00 a 22:00 horas, de miércoles a domingo.

## El edificio
El edificio de 1934, que arquitectónicamente sigue el estilo Art–Decó, al momento de su adquisición por parte del Estado Provincial Chaqueño, estaba en notorio estado de abandono y de falta de mantenimiento edilicio y de las instalaciones en general; dicha situación se modificó en noventa días para la reapertura el 24 de mayo de 1997.
Gracias a los trabajos de refuncionalización edilicia, se conserva la arquitectura original del edificio tal como fue diseñado. Se aprovechan mejor los espacios existentes, creando varios ámbitos para la realización de diversas actividades. 
La elaboración de la propuesta de revaloración de la imagen ‘Guido 2000’, sigue los conceptos del Art deco, enfatizando su volumetría escalonada a través de la fibra óptica que además del color en la iluminación incorpora un leve movimiento a la fachada.

## Sala de teatro
La sala teatral dispone de 560 butacas para los espectadores, distribuidas en una platea y dos niveles de palcos, centrales y laterales. 
El albombrado y las butacas tienen criterios estéticos y funcionales, y la pared de separación con el microcine fue revestida con materiales que evitan transmisiones sonoras y vibraciones. 
El escenario fue ampliado, cubriendo el foso para la orquesta, con un piso desmontable de madera flotante. 
Los camarines están instalados debajo del escenario con tres accesos: tanto desde la vereda, como también desde la escena y el foso de orquesta. Este sector cuenta además con un gimnasio pequeño con barras y espejos, y un depósito.

## Cine del Guido
El microcine funciona independientemente de la sala teatral, pues dispone del sector principal en planta alta, totalmente alfombrado y con 167 butacas. Esta sala también es apta para conferencias, charlas y debates. 
Este cine funciona en co gestión por un convenio que se firma anualmente con el Instituto Nacional de Cine y Artes Audiovisuales (INCAA),  Espacio INCAA km 1020, donde se proyectan películas en formato BLU RAY.  También se dispone del equipamiento necesario para proyecciones de calidad profesional contando con un nuevo proyector que fue adquirido en agosto de 2019 y Sonido Dolby Estéreo 7.1 con procesador Digital. A su vez algunos de los equipamientos con los que cuenta la sala son: 
- Consola de sonido spirit folio f1: 8 canales mono y 2 estéreos
- Micrófonos inalámbricos Shure, modelos sm 58 beta y 87 beta

Además está equipada con aire acondicionado central y un ascensor destinado especialmente para el acceso de personas con discapacidad.
La boletería está abierta de miércoles a domingos de 18:00 a 22:00 .
Las funciones de cine son los viernes y sábados a las 19:00 y 21:00 con una cartelera que se renueva semana a semana, preferentemente con películas nacionales aunque a veces también se proyectan títulos internacionales, mayormente de Chile, Brasil y Paraguay. 
Los jueves a las 20:30 se realizan ciclos de cine especializado con entrada gratuita. 